# سسک مردابی

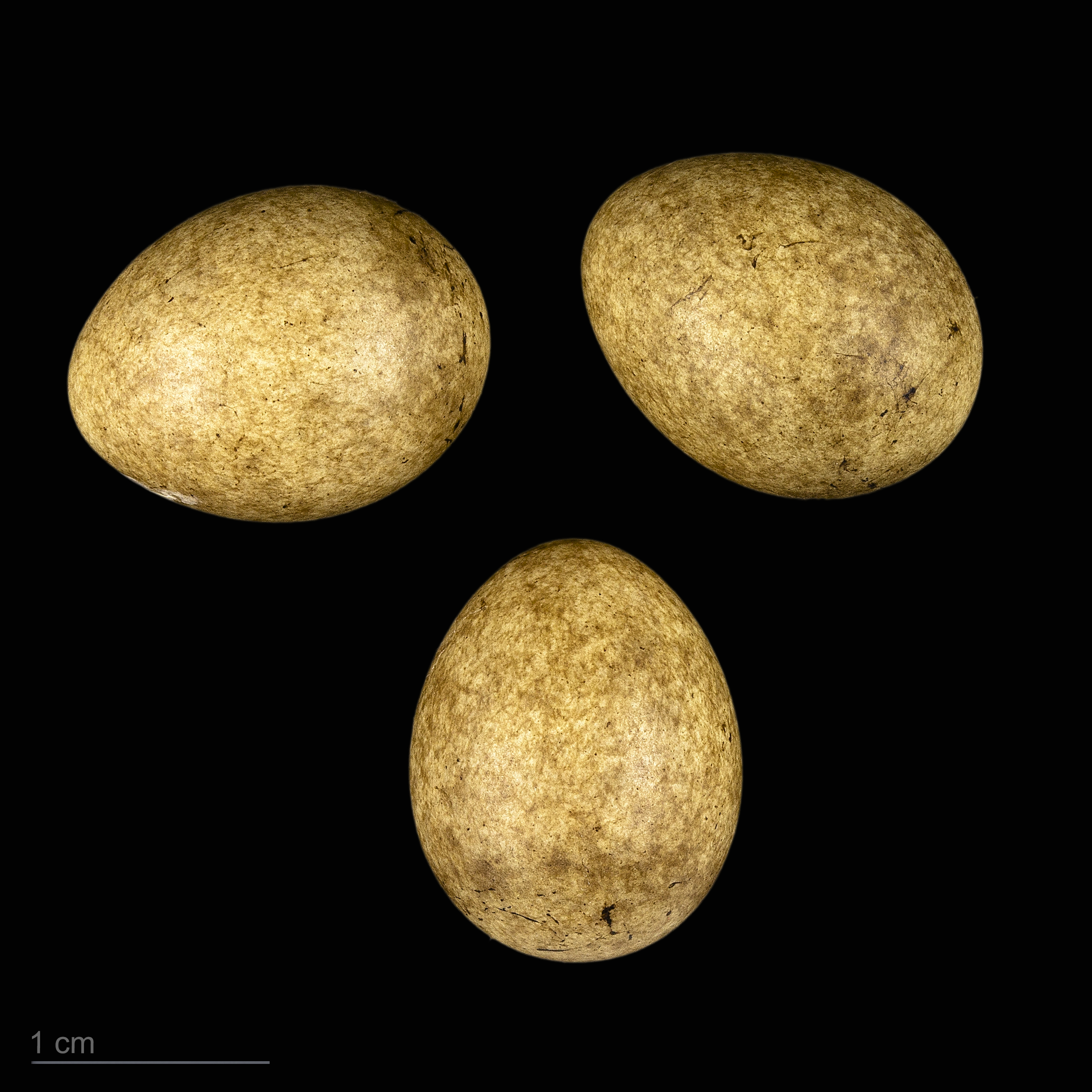
Acrocephalus paludicola

سسک مردابی یا مگس‌گیر سردراز مردابی (نام علمی: Acrocephalus paludicola) نام یک گونه از تیره سسکان نیزار است که روی بدنش زرد نخودی است با نوارهای سیاه بر روی پشت و دو نوار روشن و عریض در هر طرف بدن هستند.